# 吉田重賢
吉田 重賢（よしだ しげかた）は、戦国時代の武将・弓術家。近世弓術の主流となった吉田流（日置流）弓術の祖。

## 生涯
寛正4年（1463年）、近江国蒲生郡河森（川守）（現滋賀県蒲生郡竜王町川守）で誕生。
重賢は幼少時に逸見流・武田流・小笠原流 などの古流弓術を学び、続いて明応年間頃に日置正次（弾正）が創始した射法を修めたとされる。
日置弾正の射法は従来のものに比べ革新的であったことから、弾正以前の流派を「古流」、弾正以降を「新流」という。 この流れは重賢の子孫らにより大いに世に広まり、日置流または吉田流と称され、重賢は吉田流開祖とされた。近世以降の弓術流派はほぼ全てこの日置・吉田流の系統に属する。
なお日置弾正に関しては、その存在を含め不明な点が多く、実在説の他、重賢による創作説、正次・重賢同人説などがある。
重賢は天文12年（1543年）4月13日没した。享年81。家業の弓術は子の吉田重政（出雲守・一鴎）が継いだ。

## 吉田氏について

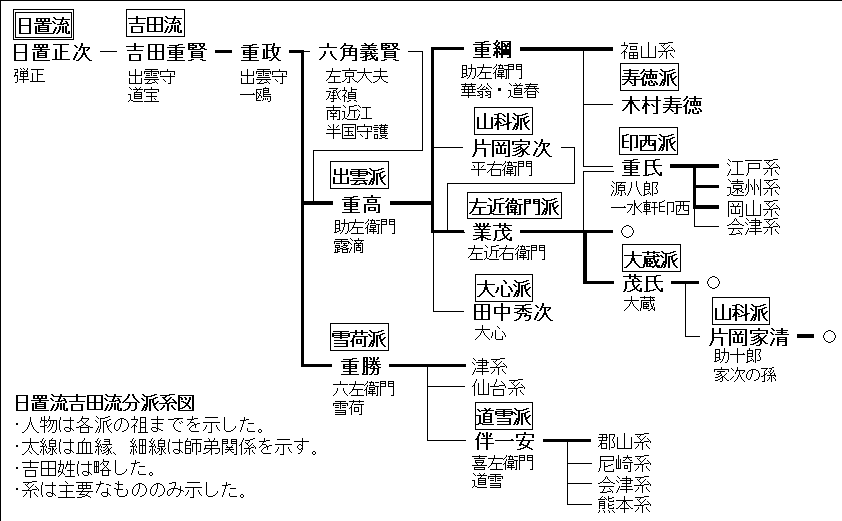
日置流（吉田流）各派系図

吉田氏は宇多源氏（近江源氏）の佐々木氏一族で、佐々木秀義の子吉田厳秀を始祖とする家系である。戦国時代当時、吉田氏は六角氏の重臣であった。現在の竜王町付近が領地であったとされ、同地の川守付近の八幡神社は居城の川守城跡と伝わる。周辺には吉田氏の事跡が伝わる地が多い。
寛政重修諸家譜の吉田氏系図（印西派宗家の旗本吉田氏が提出したもの）には重賢について、「佐々木家に属し、旗下七人のうちたり。日置弾正豊秀にしたがひて射芸を学ぶ。豊秀が門人多しといへども、出雲守ひとりその妙をうるがゆへに、豊秀家伝をつがしむ。これより世こぞりて吉田流と称す。子孫にいたるまで代々相伝てその術を教授す。」 とある（豊秀は日置弾正の別名。）。

## その他
重賢の法名に因む「道宝」という弓具がある。これは弓の弦の中仕掛（矢の筈を番（つが）える部分に麻などを巻き補強した部分）を作る際、巻き付ける繊維を締めるための小さな拍子木状の物である。